# Præstens Sønner
Præstens Sønner er en dansk stum melodramafilm fra 1909 produceret af Nordisk Films Kompagni og instrueret af Viggo Larsen.

## Handling
Pastor Chark har to sønner, Abel og John. Abel er mørk og alvorlig, og skal være præst, hvorimod sømanden John har et lyst og frejdigt sind. En plejesøster, Cassie, er glad for John. En aften kommer John i slagsmål på kroen, og pastoren sender ham bort, da han bringer skam over familien. Den gamle pastor dør, og Abel overtager præsteembedet i sognet og han gifter sig med Cassie. John sejler som sømand, men en dag vil tilfældet, at hans skib forliser tæt ved hjemmet. John kommer til hjemmet, hvaor Cassie modtager ham og giver ham mad og drikke, men John er nervøs for, om Abel kommer hjem og ser ham, og forlader hurtigt hjemmet igen. Abel ankommer og er rasende over, at John har været der. Han tager en revolver og løber mod stranden, men idet han skal til at skyde John, falder han om såres. John bærer Abel hjem, der på sit dødsleje erkender sin uret, og John og Cassie får hinanden til sidst.

## Medvirkende
- Viggo Larsen
- Sofus Wolder
- Franz Skondrup
- Gudrun Kjerulf
- Maggi Zinn
- Edmund Østerbye